# 伊恩·斯图尔特 (政治人物)

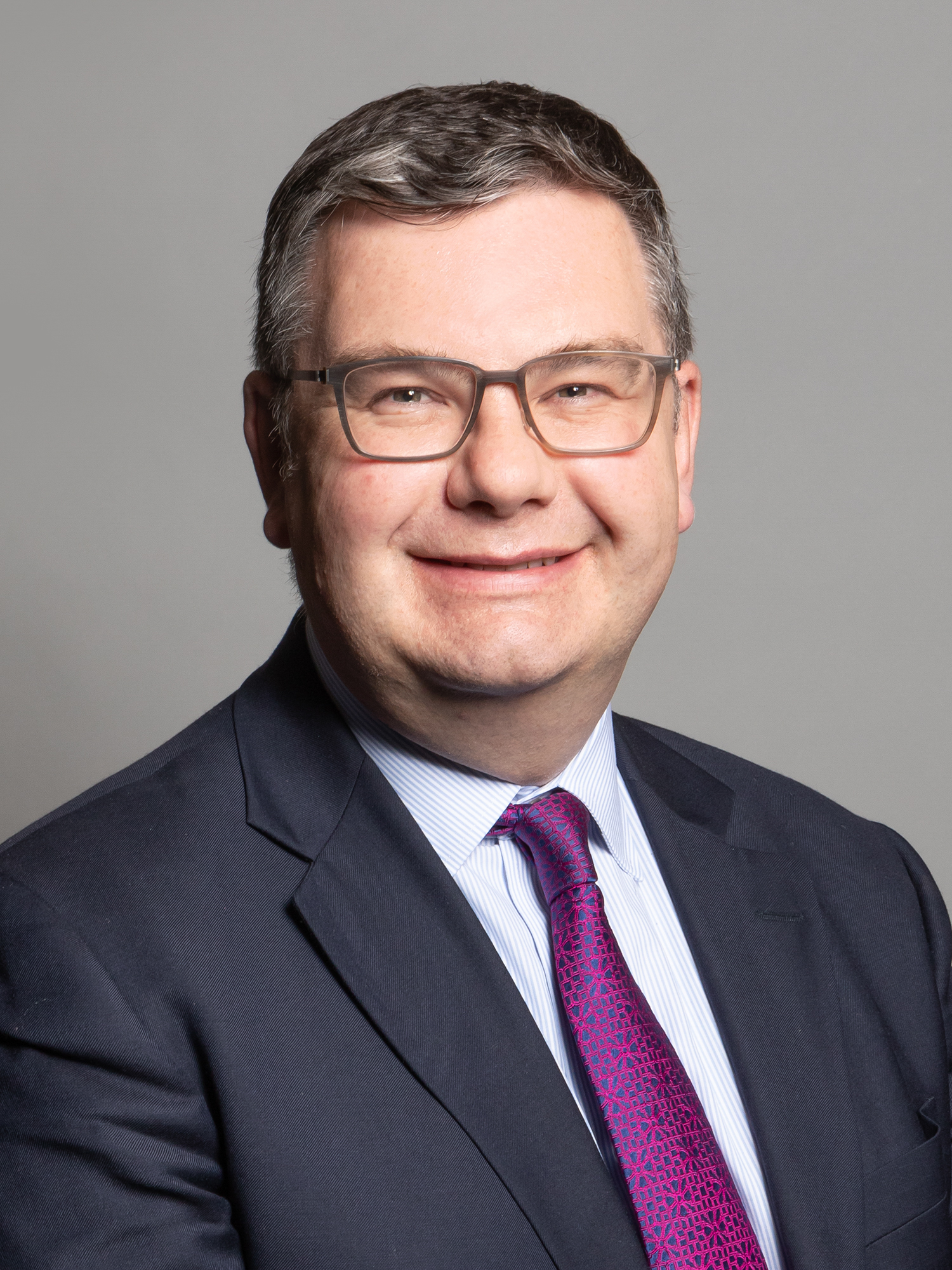

伊恩·斯圖爾特，CBE（英語：Iain Stewart，1972年9月18日—）是一位英格蘭政治人物，他的黨籍是保守黨。自2010年開始，他擔任南米爾頓凱恩斯選區選出的英國下議院議員。他是一位已經出櫃的同性戀者。